# Новониколаевка (Мендыкаринский район)
Новониколаевка (каз. Новониколаев) — упразднённое село в Мендыкаринском районе Костанайской области Казахстана. Исключено из учётных данных в 2023 году. Входило в состав Тенизовского сельского округа. Код КАТО — 395663200.

## Население
В 1999 году население села составляло 267 человек (150 мужчин и 117 женщин). По данным переписи 2009 года, в селе проживало 98 человек (57 мужчин и 41 женщина). По данным переписи 2021 года, в селе проживало 30 человек (18 мужчин и 12 женщин).